# Непревзойдённая семёрка
«Непревзойдённая семёрка» (англ. The Superlative Seven) — двенадцатая серия пятого сезона британского телесериала «Мстители» с Патриком Макни и Дайаной Ригг в главных ролях и Шарлоттой Рэмплинг, Брайаном Блессидом, Дональдом Сазерлендом и Джеймсом Максвеллом в качестве приглашённых звёзд.

## Сюжет
Стид вместе с гостями прибывает по приглашению на остров и вскоре осознает, что попал в западню. Один из гостей оказывается профессиональным убийцей, который должен ликвидировать остальных в целях прохождения теста на подготовку.

## В ролях
| Актёр             | Роль              |
| ----------------- | ----------------- |
| Патрик Макни      | Джон Стид         |
| Дайана Ригг       | Эмма Пил          |
| Шарлотта Рэмплинг | миссис Хана Уайлд |
| Брайан Блессид    | Марк Дэйтон       |
| Джеймс Максвелл   | Джейсон Уэйд      |
| Хью Мэннинг       | Макс Харди        |
| Леон Грин         | Фредди Ричардс    |
| Гэри Хоуп         | Джо Смит          |
| Дональд Сазерленд | Джессел           |
| Джон Холлис       | Канвич            |
| Маргарет Нил      | стюардесса        |
| Терри Пламмер     | Той Сонг          |

## Производство
Съёмка серии началась 19 февраля 1967 года и была закончена 13 марта того же года. В создании серии также участвовал режиссер Джеймс Хилл . Серия была спродюсирована Альбертом Феннелом и Брайаном Клеменсом и исполнительным продюсером Джулианом Уинтлом, в производство была спроектирована Робертом Джонсом.
10 марта 1967 года, в первый день репетиции боя Стида с убийцей, каскадер Роки Тэйлор, который регулярно подменял Патрика Макни, повредил запястье руки от ножа и был отправлен в больницу, где ему наложили множество швов. Его место занял другой каскадер, который тоже повредил руку.

## Эфир
- Серия впервые транслировалась в Великобритании в Westward Television, Channel Television и Tyne Tees Television регионах в среду 5 апреля 1967 года[5].
- В воскресенье 14 января 1996 года сокращенная версия серии с одним дефектом транслировалась на российском телеканале «ТВ6 Москва». Показ не включал рекламные вставки.

## Русский закадровый перевод на киностудии «Фильмэкспорт»
- Ольга Крылова — перевод на русский язык
- Ирина Морозова — режиссер
- Татьяна Борисова — звукооператор
- Светлана Ширина — инженер звукозаписи

Роли озвучивали:
- Марина Левтова — Эмма Пил
- Дмитрий Матвеев — Джон Стид, титры и надписи
- Ольга Кузнецова — Хана и стюардесса
- Борис Быстров — Харди и Джессел
- Владимир Вихров — Фредди, Смит, Канвич и Джейсон
- Александр Рыжков — Джейсон, Марк и Фредди